# Black Dog
（参考译名《黑狗》）是英国摇滚乐队齐柏林飞艇的一首歌曲，是他们未命名的第四张录音室专辑的开场曲目。它在美国和澳大利亚以单曲形式发行，B面曲为。歌曲的吉他反复乐节（riff）由贝斯手約翰·保羅·瓊斯创作，其中的一句歌词指向英伦三岛的黑犬传说。
该单曲在美国告示牌百强单曲榜上最高达到第15位，在澳大利亚榜单上达到第10位。2004年，《滚石》杂志的“史上最伟大的500首歌曲”榜单将其列为第294位。2011年，美国ABC电视台在NBA季后赛的宣传视频中用到这首歌的翻唱版。